# ロケットカンパニー
ロケットカンパニーは、かつて存在した日本のゲームソフト開発会社。
ファミコン時代の『松本亨の株式必勝学』や『合格ボーイ』等、非ゲーム系のソフトを開発、販売したイマジニアの子会社で、イマジニアが携帯電話向けゲーム事業に特化するため、家庭用ゲーム機、携帯ゲーム機事業を展開するために1998年に設立された。
2016年7月1日に親会社のイマジニアへ吸収合併され解散。

## 作品
1996年にイマジニアがゲームボーイ向けに発売した漢字検定対策ソフト『合格ボーイ』が元となっている『漢検DS』を販売している。他にどうぶつ島のチョビぐるみシリーズや『ウルトラ警備隊 モンスターアタック』、『シェイプボクシング Wiiでエンジョイダイエット!』等がある。
また2009年9月、『真型メダロット』より5年ぶりのメダロットシリーズの最新作『メダロットDS』を製作中であることが発表され、2010年5月27日に販売された。その後、2016年6月15日発売のバーチャルコンソール版『メダロットnavi』までシリーズの販売を担当した。